# 麻田陣屋
麻田陣屋（あさだじんや）は大阪府豊中市蛍池中町（摂津国豊島郡）にあった麻田藩の藩庁である。

## 概要
麻田陣屋は元和元年（1615年）、外様大名の青木一重によって築かれた。一重は最初は徳川家康に仕え、元亀3年（1572年）家康の元を離れて豊臣秀吉の黄母衣衆となるが、元和元年に豊臣氏が滅ぶと、再度家康に召しだされた。この時1万石の所領を安堵され、陣屋を築いた。
青木氏は江戸時代を通して麻田の地を領し続け、14代重義の時、明治維新を迎えた。
陣屋は阪急宝塚本線・大阪モノレール蛍池駅前西側にある豊中市消防団蛍池分団屯所（旧蛍池公民館→旧とよなか起業・チャレンジセンター→解体・建替）一帯にあった。東と北に堀を設けた内郭に御殿があり、会議所、柔剣道場などがあり、その周りに家臣の屋敷が軒を連ねるように囲みを外郭で作り、さらにその周囲には外堀があった。規模は南北250m余り、東西190mの方形であった。

## 遺構
跡地は市史跡に指定されているものの消防分団屯所および更地（市有地）となっていて往時の面影はない。更地の一角、屯所に隣接して石碑が建てられている。また陣屋長屋門は市内刀根山元町に移築現存しており（市有形文化財）、また、陣屋御殿玄関が報恩寺（市内春日町）に移築され（市有形文化財）、市内中桜塚1丁目に茅葺の移築門がある。